# Les Clefs
Pour la commune de Maine-et-Loire, voir Clefs.
Les Clefs sont une commune française, située dans le département de la Haute-Savoie en région Auvergne-Rhône-Alpes, dans le massif des Aravis.

## Géographie

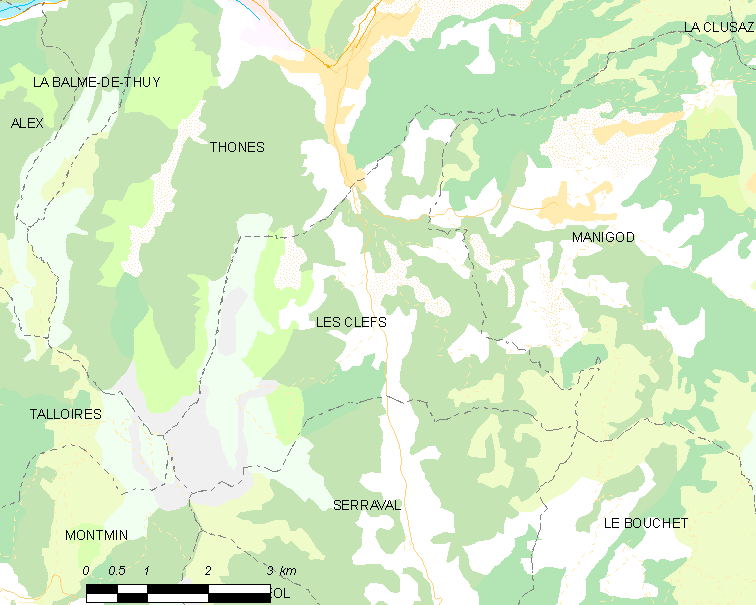
Plan du territoire des Clefs.

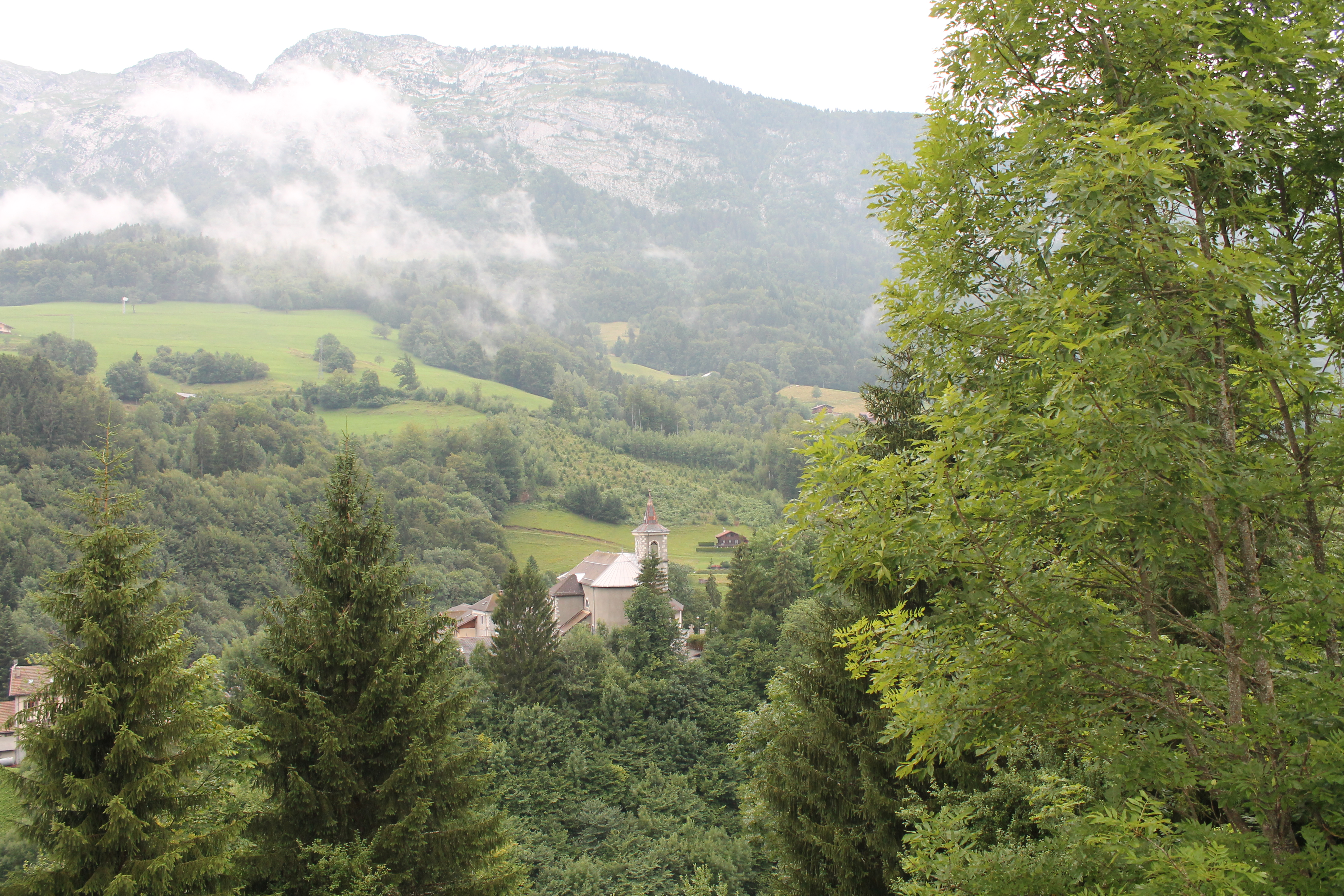
Vue de l'église Saint-Nicolas des Clefs (XIXe siècle), depuis la route du col de la Croix-Fry.

### Situation
Le territoire de la commune des Clefs est situé dans la partie sud-est du département de la Haute-Savoie, à l’extrême nord du massif des Aravis.
À trois kilomètres au sud de Thônes, sur un promontoire rocheux entre le Fier et le ruisseau Chamfray ou Champfroid, s'élève à 720 mètres d'altitude le chef-lieu des Clefs,. La position surélevée du site aura un rôle stratégique au cours de la période médiévale. En effet, Les Clefs se trouvent sur l'axe entre Thônes et la vallée de Faverges, voire au-delà Albertville, par les cols de l'Épine et du Marais ainsi que le défilé des Éssérieux.
Le territoire de la commune se trouve ainsi sur les versants de la montagne de la Tournette, sur sa partie ouest, le versant ensoleillé du plateau de Beauregard, au nord-est, et la montagne de Sulens, au sud-est. L'ensemble des versants est habité par des hameaux (voir ci-après) et exploité en partie.

### Villages et hameaux
La commune est constituée du chef-lieu, situé sur son promontoire, et de huit hameaux qui se trouvent sur les versants soit de la montagne de Sulens, soit du massif des Vaunessins ou encore de la Tournette.
À l'est, sur la pente du massif de Vaunessin, le hameau des Pohets ; en deçà du Fier, les Envers des Clefs. La plus grande partie de la paroisse se distribue à l'ouest en trois hameaux : l'un en face du chef-lieu s'appelle Montisbrand, un autre, plus important, porte le nom de Belchamp, sur la route qui monte au chalet de Rosairy et à la Tournette ; un troisième, le Cropt, près d'une chapelle sur un plan horizontal, qui forme comme une sorte de creux par rapport à ses environs.
Enfin, la route qui conduit du village au Planbois traverse les lieux-dits Lachat, le Veuillet et la Frasse.

## Urbanisme

### Typologie
Au 1er janvier 2024, Les Clefs sont catégorisées commune rurale à habitat dispersé, selon la nouvelle grille communale de densité à sept niveaux définie par l'Insee en 2022.
Elle appartient l'unité urbaine de Thônes, une agglomération intra-départementale regroupant quatre  communes, dont elle est une commune de la banlieue,,. Par ailleurs la commune fait partie de l'aire d'attraction d'Annecy, dont elle est une commune de la couronne,. Cette aire, qui regroupe 79 communes, est catégorisée dans les aires de 200 000 à moins de 700 000 habitants,.

### Occupation des sols
L'occupation des sols de la commune, telle qu'elle ressort de la base de données européenne d’occupation biophysique des sols Corine Land Cover (CLC), est marquée par l'importance des forêts et milieux semi-naturels (75 % en 2018), en diminution par rapport à 1990 (78,9 %). La répartition détaillée en 2018 est la suivante : 
forêts (48,7 %), espaces ouverts, sans ou avec peu de végétation (20,9 %), prairies (20,4 %), milieux à végétation arbustive et/ou herbacée (5,4 %), zones agricoles hétérogènes (4,4 %), zones urbanisées (0,1 %).
L'IGN met par ailleurs à disposition un outil en ligne permettant de comparer l’évolution dans le temps de l’occupation des sols de la commune (ou de territoires à des échelles différentes). Plusieurs époques sont accessibles sous forme de cartes ou photos aériennes : la carte de Cassini (XVIIIe siècle), la carte d'état-major (1820-1866) et la période actuelle (1950 à aujourd'hui).

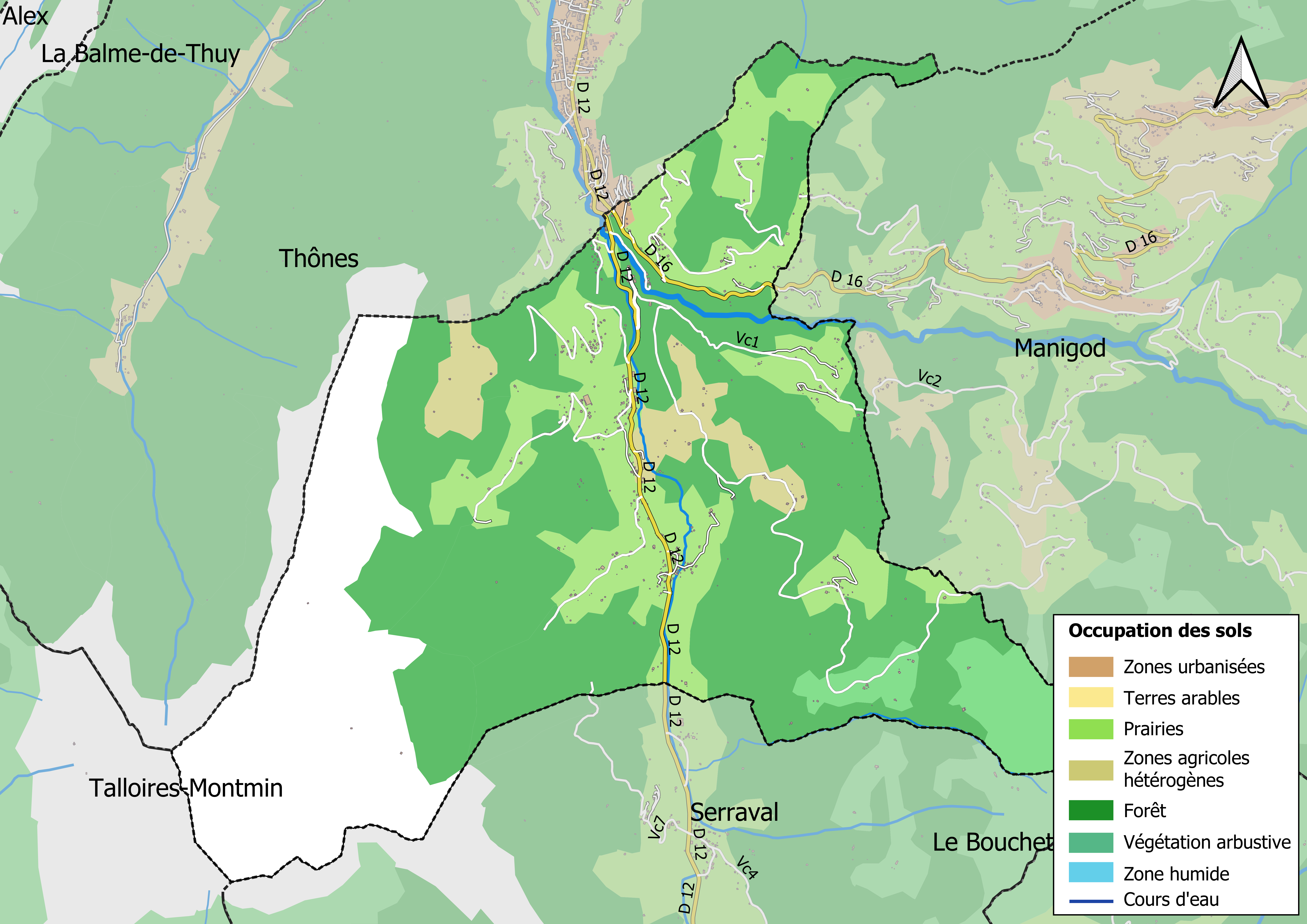
Carte des infrastructures et de l'occupation des sols en 2018 (CLC) de la commune.
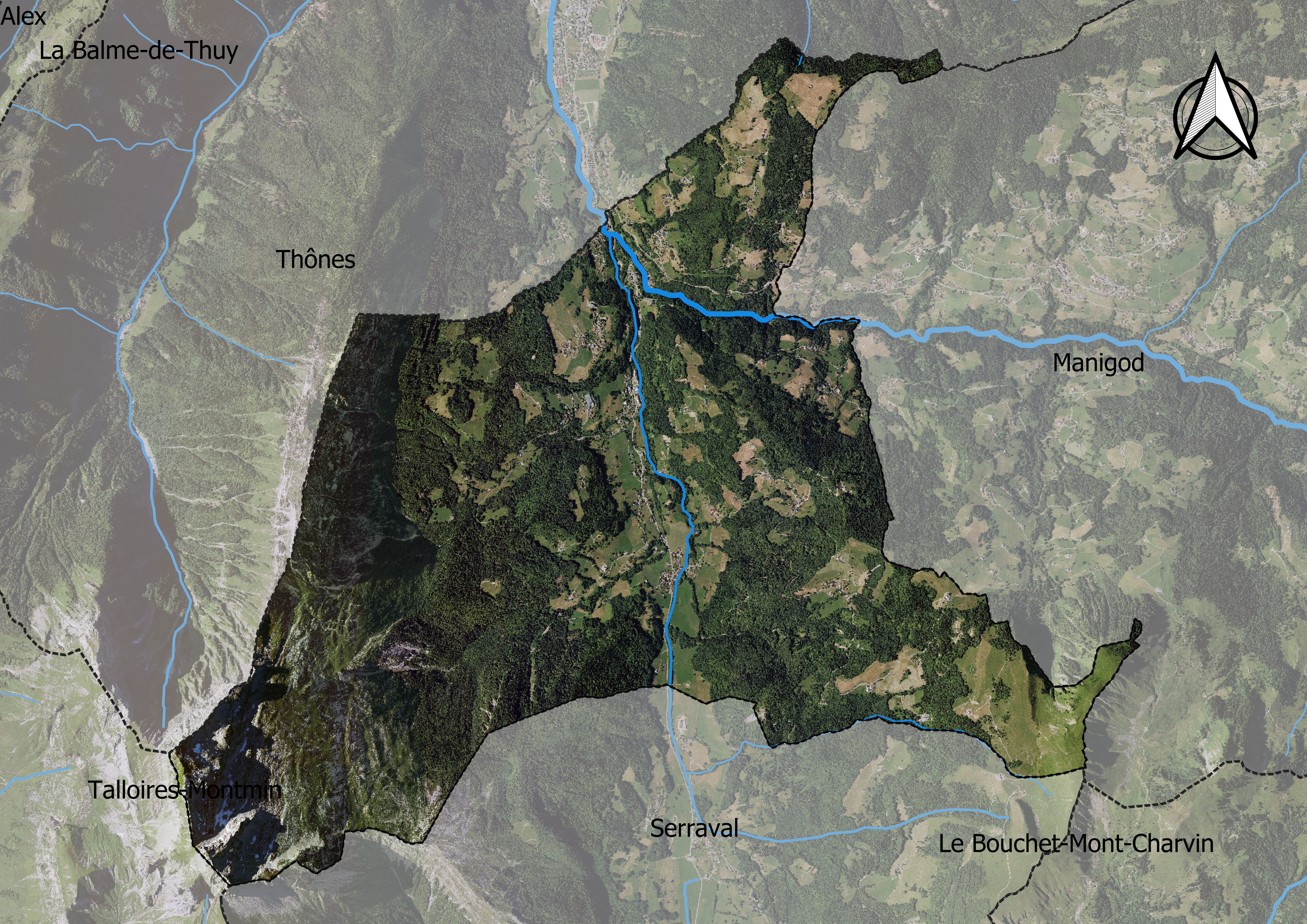
Carte orthophotogrammétrique de la commune.

## Toponymie
Les anciennes formes dans la documentation médiévale sont Vallis Cletarum. Le nom de la famille seigneuriale s'écrit Clets (de Cletis, XIIe siècle). Les formes relevées dans les procès-verbaux des visites pastorales des évêques de Genève sont ecclesiam Cletarum (1411, 1470, 1481, 1517) ou ecclesiam de Cletis (1414, 1445,1580), apud Cletas (1411, 1414). On trouve ensuite le nom sous la forme Clets dans les expressions suivantes la val des Clets, le village des Clets, vers les Clets, le pont des Clets.
Le nom de la commune est orthographié Les Clets ou Les Clées, parfois ou Les Clés XIXe siècle. La graphie Les Clefs correspond à ce qu'on appelle une remotivation, c'est-à-dire une interprétation erronée du mot (ou déformation), oublieuse de son sens d'origine.
Le nom des Clefs vient de cletarum (XIIIe siècle), c'est-à-dire le bas latin cleta au génitif pluriel ; Cletis au XIVe siècle (signifiant claie, barrière),,. Il passe au langage gaulois en signifiant « treillage servant de clôture, claie ».
Pochat-Baron (1943) rappelle les mots de « Aimé Constantin (1879), de Thônes, grammairien et philologue […] : « Il y a une trentaine d'années [donc vers 1850] le nom de cette localité [des Clés] se prononçait de deux manières différentes par les habitants de la campagne : les uns, — c'était la majorité — disaient les Clyés ; d'autres — les vieilles gens — prononçaient les Clyës ». Celles-ci gardaient donc le sens ancien des documents civils, ecclésiastiques et nobiliaires, le sens traditionnel de claies et non pas de clefs. ».
En francoprovençal, le nom de la commune s'écrit Lé Klyè , selon la graphie de Conflans.

## Histoire
Au cours de la période médiévale, le bourg des Clefs est un centre qui domine une vallée appelée la Val des Clefs, soit un territoire s'étendant du bourg de Thônes jusqu'à la plaine située entre Ugine et Faverges, ainsi que jusqu'à la rive droite du lac d'Annecy. La famille seigneuriale qui étend son pouvoir sur cette juridiction est la famille des Clets,. Elle possède un château (aujourd'hui disparu), installé au bout du promontoire rocheux où s'est développé le village,. Les comtes de Genève s'implantent également dans le bourg et font construire un château comtal, siège d'une châtellenie,.
L'importance du bourg décline avec l'implantation, par le comte de Genève, d'un marché au bourg de Thônes en 1312,.
L'actuel « château des Clefs » est une maison bourgeoise construite à la fin du XIXe siècle.

## Politique et administration

### Situation administrative
Attaché à l'ancien canton de Thônes, la commune appartient depuis le redécoupage cantonal de 2014, au canton de Faverges. Il comporte 27 communes dont Alex, Bluffy, La Balme-de-Thuy, Chevaline, Le Bouchet-Mont-Charvin, La Clusaz, Cons-Sainte-Colombe, Dingy-Saint-Clair, Doussard, Entremont, Giez, Le Grand-Bornand, Lathuile, Manigod, Marlens, Menthon-Saint-Bernard, Montmin, Saint-Ferréol, Saint-Jean-de-Sixt, Serraval, Seythenex, Talloires, Thônes, Veyrier-du-Lac, Les Villards-sur-Thônes. La ville de Faverges en est le bureau centralisateur.
Les Clefs sont membres de la communauté de communes des vallées de Thônes qui compte treize communes.
La commune relève de l'arrondissement d'Annecy et de la deuxième circonscription de la Haute-Savoie.

### Liste des maires

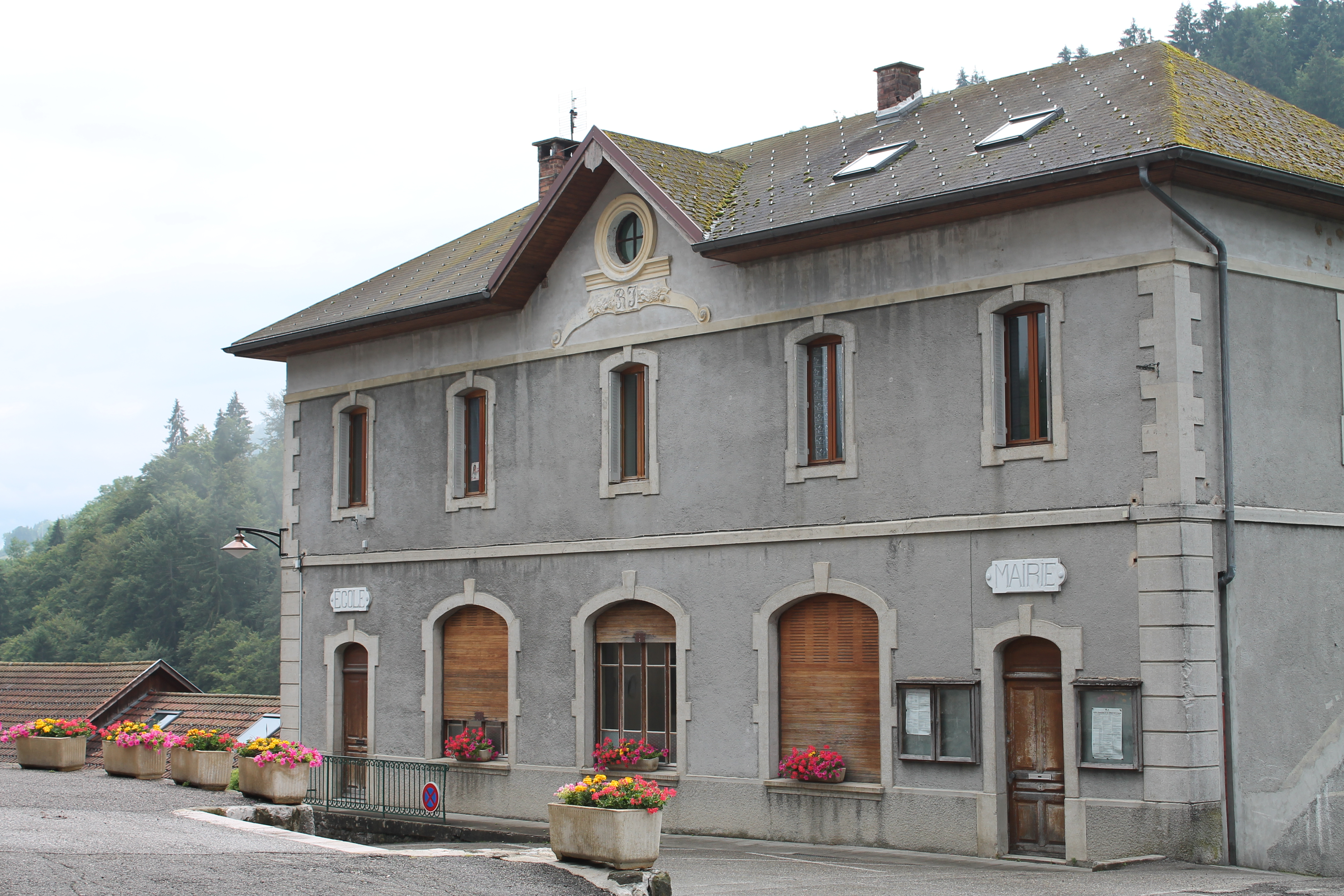
Édifice du XIXe siècle rassemblant l'école et l'ancienne mairie.

| Période                                  | Période   | Identité                  | Étiquette | Qualité |
| ---------------------------------------- | --------- | ------------------------- | --------- | ------- |
| 1849                                     | 1870      | Aimé Sylvestre Jacquemoud | ...       | ...     |
| 1870                                     | 1881      | Julien Ruffon             | ...       | ...     |
| 1881                                     | 1888      | Victor Gay                | ...       | ...     |
| 1888                                     | 1900      | Cyprien Gay (son frère)   | ...       | ...     |
| 1900                                     | 1909      | Louis Binvignat           | ...       | ...     |
| 1909                                     | 1925      | Éloi Cuillery             | ...       | ...     |
| 1925                                     | 1944      | Joseph Curt               | ...       | ...     |
| 1944                                     | 1953      | Raymond Martin            | ...       | ...     |
| 1953                                     | 1965      | Camille Binvignat         | ...       | ...     |
| 1965                                     | 1988      | Louis Cuillery            | ...       | ...     |
| 1988                                     | 2001      | Paul Gerfaux              | ...       | ...     |
| mars 2001                                | août 2020 | Martial Landais           | ...       | ...     |
| août 2020                                | En cours  | Sébastien Briand          | ...       | ...     |
| Les données manquantes sont à compléter. |           |                           |           |         |

## Population et société
Ses habitants sont appelés les Clertains, notamment sur le site de la mairie. On trouve également la forme Clertins. Le sobriquet des habitants était en patois les Désolas des Cliés, au XIXe siècle.

### Démographie
L'évolution du nombre d'habitants est connue à travers les recensements de la population effectués dans la commune depuis 1561. Pour les communes de moins de 10 000 habitants, une enquête de recensement portant sur toute la population est réalisée tous les cinq ans, les populations de référence des années intermédiaires étant quant à elles estimées par interpolation ou extrapolation. Pour la commune, le premier recensement exhaustif entrant dans le cadre du nouveau dispositif a été réalisé en 2007.

En 2022, la commune comptait 704 habitants, en évolution de +9,49 % par rapport à 2016 (Haute-Savoie : +6,01 %, France hors Mayotte : +2,11 %).
| 1561 | 1793 | 1800 | 1806 | 1822 | 1838 | 1848 | 1858 | 1861 |
| ---- | ---- | ---- | ---- | ---- | ---- | ---- | ---- | ---- |
| 864  | 699  | 700  | 720  | 804  | 801  | 756  | 628  | 636  |

| 1866 | 1872 | 1876 | 1881 | 1886 | 1891 | 1896 | 1901 | 1906 |
| ---- | ---- | ---- | ---- | ---- | ---- | ---- | ---- | ---- |
| 629  | 590  | 575  | 621  | 623  | 574  | 596  | 590  | 556  |

| 1911 | 1921 | 1926 | 1931 | 1936 | 1946 | 1954 | 1962 | 1968 |
| ---- | ---- | ---- | ---- | ---- | ---- | ---- | ---- | ---- |
| 521  | 467  | 456  | 427  | 443  | 408  | 393  | 343  | 354  |

| 1975 | 1982 | 1990 | 1999 | 2006 | 2007 | 2012 | 2017 | 2022 |
| ---- | ---- | ---- | ---- | ---- | ---- | ---- | ---- | ---- |
| 304  | 348  | 367  | 472  | 560  | 572  | 596  | 659  | 704  |

### Enseignement
La commune des Clefs est située dans l'académie de Grenoble. En 2018, elle administre une école maternelle et élémentaire, accueillant 89 élèves.
Le collège de rattachement est le collège les Aravis, situé dans la zone artisanale Perrasses de Thônes. Toutefois, certains élèves s'inscrivent dans l'établissement privé sous contrat Saint-Joseph (collège-lycée) de cette même ville.

### Médias

#### Radios et télévisions
La commune est couverte par des antennes locales de radios dont France Bleu Pays de Savoie, ODS Radio, La Radio Plus. Enfin, la chaîne de télévision locale TV8 Mont-Blanc diffuse des émissions sur les pays de Savoie. Régulièrement, l'émission La Place du village expose la vie locale. France 3 et sa station régionale France 3 Alpes peuvent parfois relater les faits de vie de la commune.

#### Presse et magazines
La presse écrite locale est représentée par des titres comme Le Dauphiné libéré (édition Annecy-Genevois), L'Essor savoyard, Le Messager, le Courrier savoyard.

### Cultes
L'ancienne paroisse est dédiée à saint Nicolas. La commune est désormais intégrée à la paroisse Saint-Pierre-Favre. Elle se trouve dans le diocèse d'Annecy.

## Culture et patrimoine

### Lieux et monuments

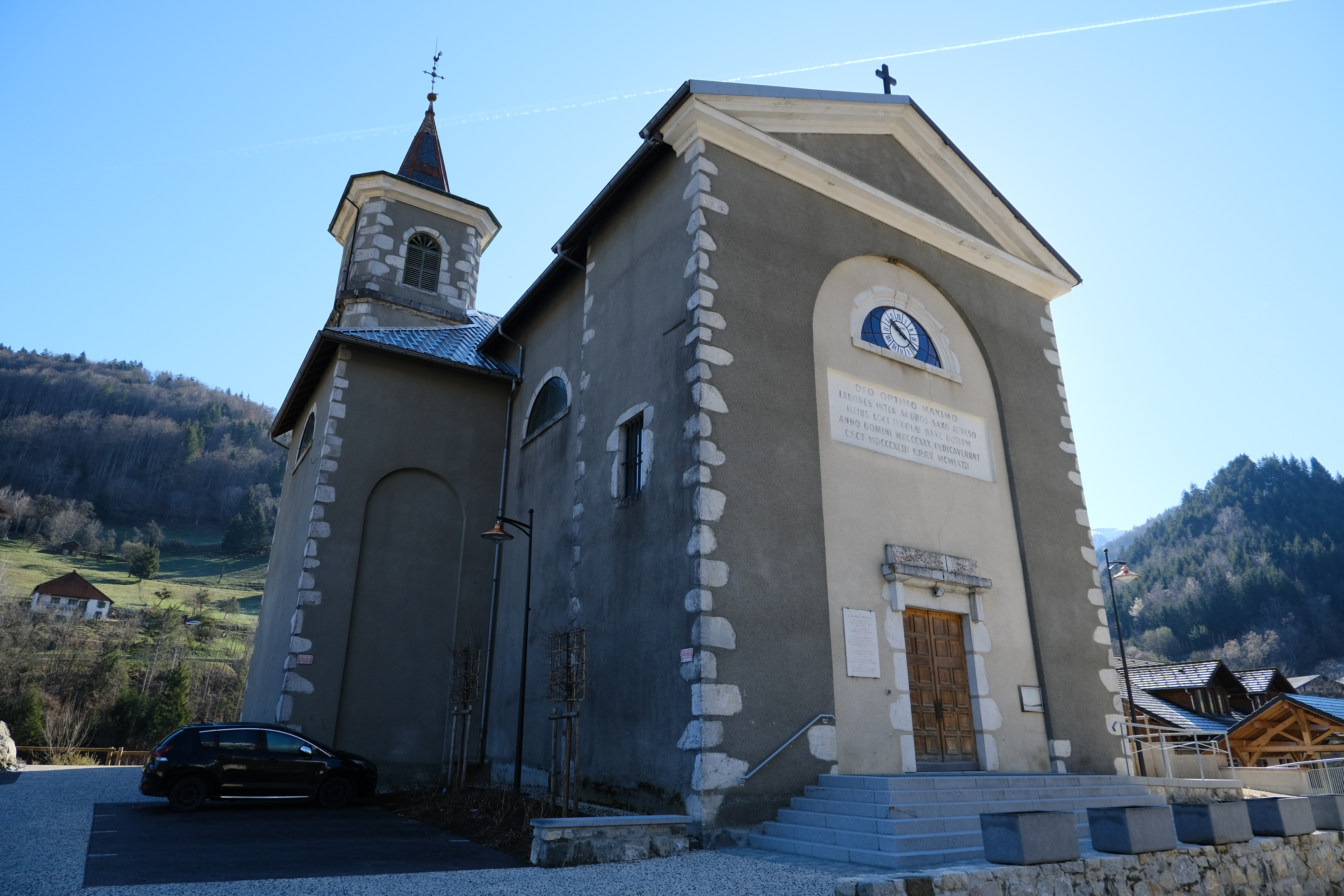
Vue du profil de l'église Saint-Nicolas des Clefs (XIXe siècle), depuis la mairie.

La commune compte un monument répertorié à l'inventaire des monuments historiques, le pont dit pont romain sur le Fier est inscrit au titre des monuments historiques par arrêté du 29 août 1947. Par contre aucun édifice n'est répertorié à l'inventaire général du patrimoine culturel. L'église de la commune compte neuf objets et deux autres situés dans les chapelles sont répertoriés à l'inventaire des monuments historiques, par contre aucun n'est répertorié à l'inventaire général du patrimoine culturel.
- L'église Saint-Nicolas[29], édifiée selon les plans des architectes Thomas-Dominique Ruphy et Ernesto Melano, consacrée en 1833[30].
- Le refuge de Rosairy, construit en 1911[Note 12] et situé à 1 610 mètres d'altitude, accueille des événements culturels.

Les châteaux des Clets

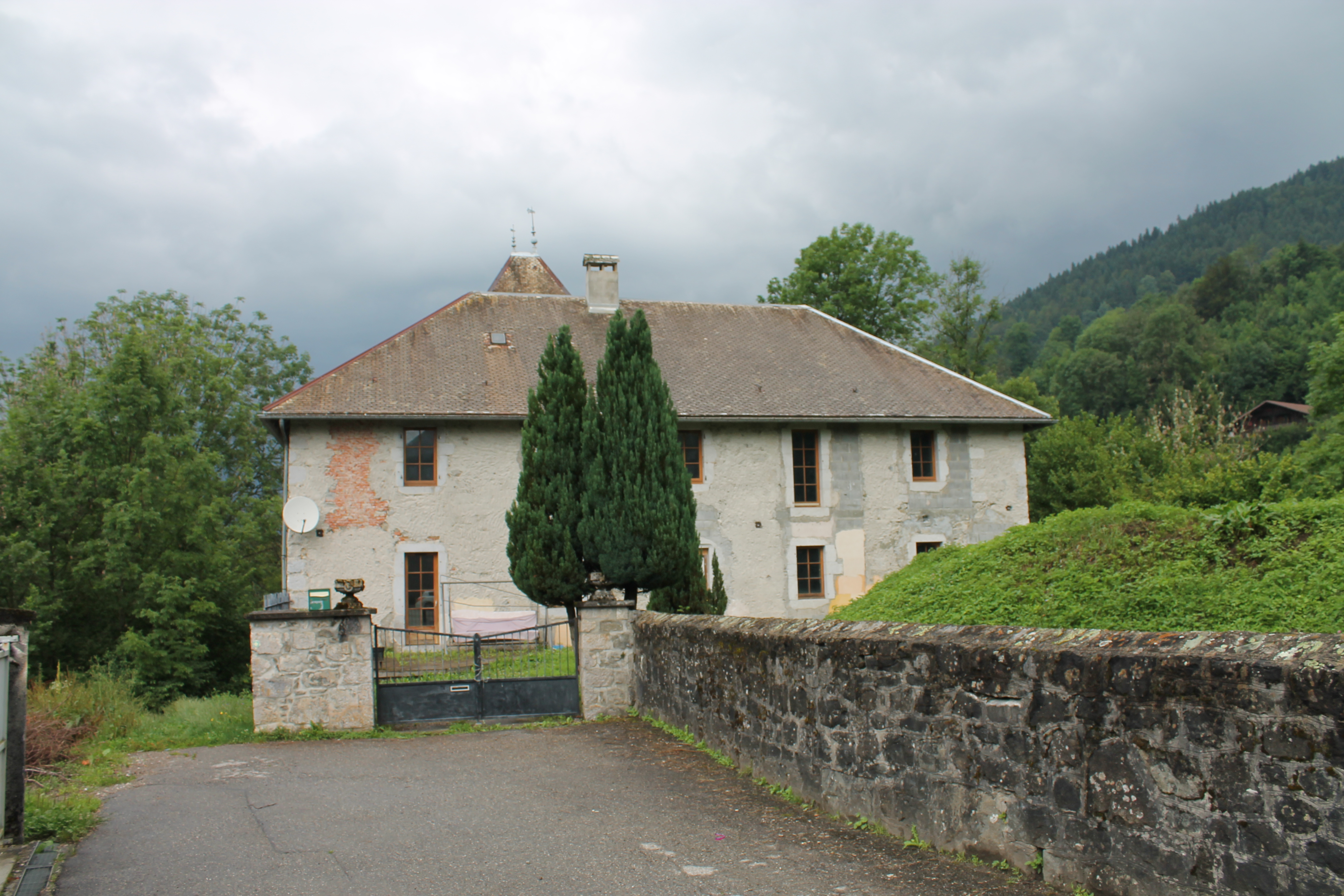
Maison bourgeoise construite sur l'emplacement du château seigneurial.

- le château comtal (disparu au XVIIIe siècle), installé au pied de la Tournette à une altitude de 1000 mètres. Siège de la châtellenie de la Val des Clets ;
- le château seigneurial des Clets (v. XIIe siècle, en ruines vers 1545), installé à une altitude de 790 mètres ;
- la maison-forte du Marest (abandonnée au XVIe siècle, détruite en 1828), installée au col du Marais à une altitude de 833 m (commune de Serraval), possession des Genève-Lullin ;
- la maison de maître, installée vers la fin du XIXe siècle, sur l'emplacement du château seigneurial.

### Personnalités liées à la commune
- Famille des Clets[33]

### Héraldique
| Armes de Les Clefs | Les armes de Les Clefs se blasonnent ainsi : de gueules à la croix d'or chargée de cinq étoiles d'azur. Il s'agit des armes de la famille des Clets. |